# Chris Haney

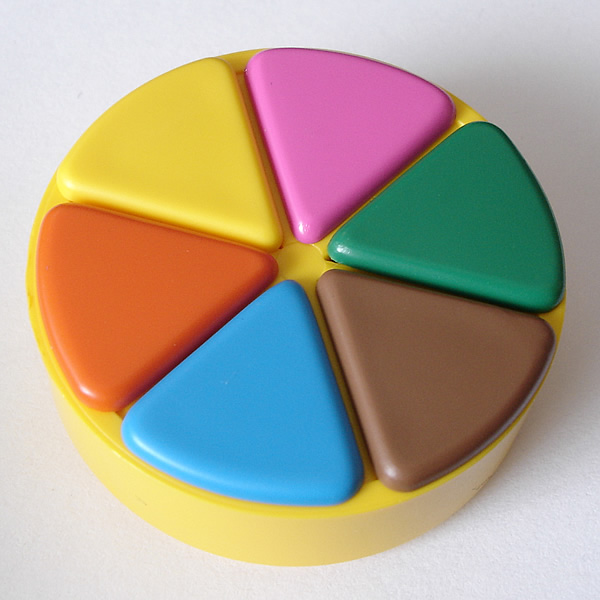
Peça do jogo Trivial Pursuit, co-criado por Chris Haney.

Chris Haney (Welland, 9 de agosto de 1950 — Toronto, 31 de maio de 2010) foi um jornalista canadense e co-criador do famoso jogo Trivial Pursuit, ao lado de Scott Abbott.
Aos 17 anos abandonou o segundo grau antes de concluí-lo, uma decisão da qual, posteriormente, ele se arrependeu. Seu pai trabalhava para a agência de notícias do jornal The Canadian Press e ajudou-o a conseguir um emprego como copiador. Foi contratado pelo The Montreal Gazette depois de trabalhar como fotodesk em Montreal e Ottawa.
Trabalhava no Montreal Gazette como editor de fotografia quando conheceu Abbott em dezembro de 1975 após este ser contratado para a cobertura dos jogos olímpicos de 1976, em Montreal. Os dois desenvolveram o novo jogo em 15 de dezembro de 1979. Em uma hora Haney e Scott traçaram em algumas folhas de papel o jogo com seu circulo dividido em seis raios e múltiplas categorias. Posando como repórteres, participaram de uma feira de brinquedos em Montreal e retornaram com inestimáveis informações obtidas de experts em jogos. Após adicionar o irmão de Haney e um amigo à equipe de desenvolvedores, o grupo precisava de investidores e levantaram $40,000 de 32 pessoas. Haney viajou à Espanha, quando gastou longos dias desenvolvendo a trivia que seria incluída no jogo.
O Trivial Pursuit que eles desenvolveram teve a marca registrada em 10 de novembro de 1981, e 1,100 cópias foram liberadas naquele mês para a venda por varejistas ao preço de $15.A venda do jogo se iniciou lentamente e Abbott e Haney não receberam muito interesse de compradores em feiras no Canadá e Estados Unidos. Começou-se a se desenvolver uma venda de boca em boca até que ele explodiu em 1984, atingindo vendas de $800 milhões.
Selchow and Righter licenciou os direitos do jogo em 1988. Estes direitos foram adquiridos pela Hasbro em 2008 por US$80 milhões.
Somente em 1984, 20 milhões de cópias foram vendidas, e até a data da morte de Haney as vendas globais do jogo haviam atingido a marca de 100 milhões de cópias em 26 países e 17 línguas, com vendas acumuladas estimadas em mais de $1 bilhão desde a criação.
Haney faleceu em Toronto aos 59 anos, em 31 de maio de 2010, após uma  longa enfermidade. Haney deixou a esposa Hiam, sua primeira esposa Sarah, e três filhos do primeiro casamento.